# ملعب كوندي رودولفو كريسبي
ملعب كوندي رودولفو كريسبي (بالبرتغالية: Estádio Conde Rodolfo Crespi‏) هو ملعب متعدد الاستخدامات يقع في حي موكا في ساو باولو، البرازيل. يتم استخدامه في الغالب لمباريات كرة القدم ويستضيف مباريات أتلتيكو يوفنتوس، وهو أيضًا مالك الملعب، واستضاف ألعاب غراميو اساسكو اوداكس اسبورت كلوب. تبلغ السعة القصوى للملعب 4000 شخص، وتم بناؤه عام 1929.

## وصلات خارجية
- Templos do Futebol باللغة البرتغالية